# نوكيا لوميا 2520
نوكيا لوميا 2520 (بالإنجليزية: Nokia Lumia 2520)‏ هو أول جهاز لوحي من تصنيع وإنتاج نوكيا ضمن سلسلة لوميا يعمل بنظام ويندوز 8.1 RT، تم طرحه في الأسواق في 21 نوفمبر 2013.

## الخصائص
- نظام التشغيل: ويندوز 8.1 RT
- الكاميرا الأمامية: 2 ميجابكسل
- الكاميرا الخلفية: 6.7 ميجابكسل
- الوزن: 615 غرام
- الذاكرة: 2 جيجابايت
- التخزين: 32 جيجابايت